# Conus xanthocinctus
Conus xanthocinctus is een in zee levende slakkensoort uit het geslacht Conus. De slak behoort tot de familie Conidae. Conus xanthocinctus werd in 1986 beschreven door Petuch. Net zoals alle soorten binnen het Conusgeslacht zijn deze slakken roofzuchtig en giftig. Ze zijn in staat om mensen te steken en moeten daarom zorgvuldig worden behandeld.